# 殺之戀
《殺之戀》（英語：Fatal Love）是1988年上映的一部香港懸疑愛情電影，由梁普智執導，張國榮、鍾楚紅、柏安妮、胡大為及黃錦燊主演，劇情講述男主角追尋一名疑幻似真的神秘女子的痴戀故事。本片獲提名第25屆金馬獎最佳攝影及最佳錄音。

## 劇情
廣告公司總監戚近榮（張國榮 飾）於某個霧夜駕車回家，車上的收音機正播放著鬼故事，此時車子突然失控，險些把紅（鍾楚紅 飾）撞到。紅既神秘又美艷動人，使得戚念念不忘。戚到處找尋紅的下落，卻找到了她的墳地。戚的朋友，甚至是戚自己也在思疑是否撞鬼了。紅原來是黑社會大佬曹立三（黃錦燊 飾）的情婦，她不願再受曹的操縱，戚拼命追求，想盡辦法助紅脫身。曹妒火中燒，請來殺手，二人唯有私奔......

## 角色
| 演員     | 角色   | 備註             |
| 張國榮   | 戚近榮 | 廣告公司創作總監 |
| 鍾楚紅   | 紅     | 黑社會大佬的情婦 |
| 柏安妮   | Ann    | 戚近榮之女友     |
| 黃錦燊   | 曹立三 | 黑社會大佬       |
| 胡大為   | 口水堅 | 戚近榮之同事     |
| 郭振鋒   | 阿豹   |                  |
| 歐陽莎菲 |        |                  |

## 電影歌曲

### 主題曲
| 歌名     | 演唱者 | 作曲   | 填詞   |
| 〈濃情〉 | 張國榮 | 林敏怡 | 林敏驄 |

## 獎項
| 年份 | 頒獎典禮     | 獎項     | 獲提名         | 結果 |
| ---- | ------------ | -------- | -------------- | ---- |
| 1988 | 第25屆金馬獎 | 最佳攝影 | 陳仲秋、黃永恆 | 提名 |
| 1988 | 第25屆金馬獎 | 最佳錄音 | 新藝錄音室     | 提名 |

## 外部連結
- 香港影庫上《殺之戀》的資料（繁體中文）
- 開眼電影網上《殺之戀》的資料（繁體中文）
- 时光网上《殺之戀》的資料（简体中文）
- 豆瓣电影上《殺之戀》的資料 （简体中文）
- 互联网电影数据库（IMDb）上《殺之戀》的资料（英文）
- AllMovie上《殺之戀》的资料（英文）